# Galáxia irregular

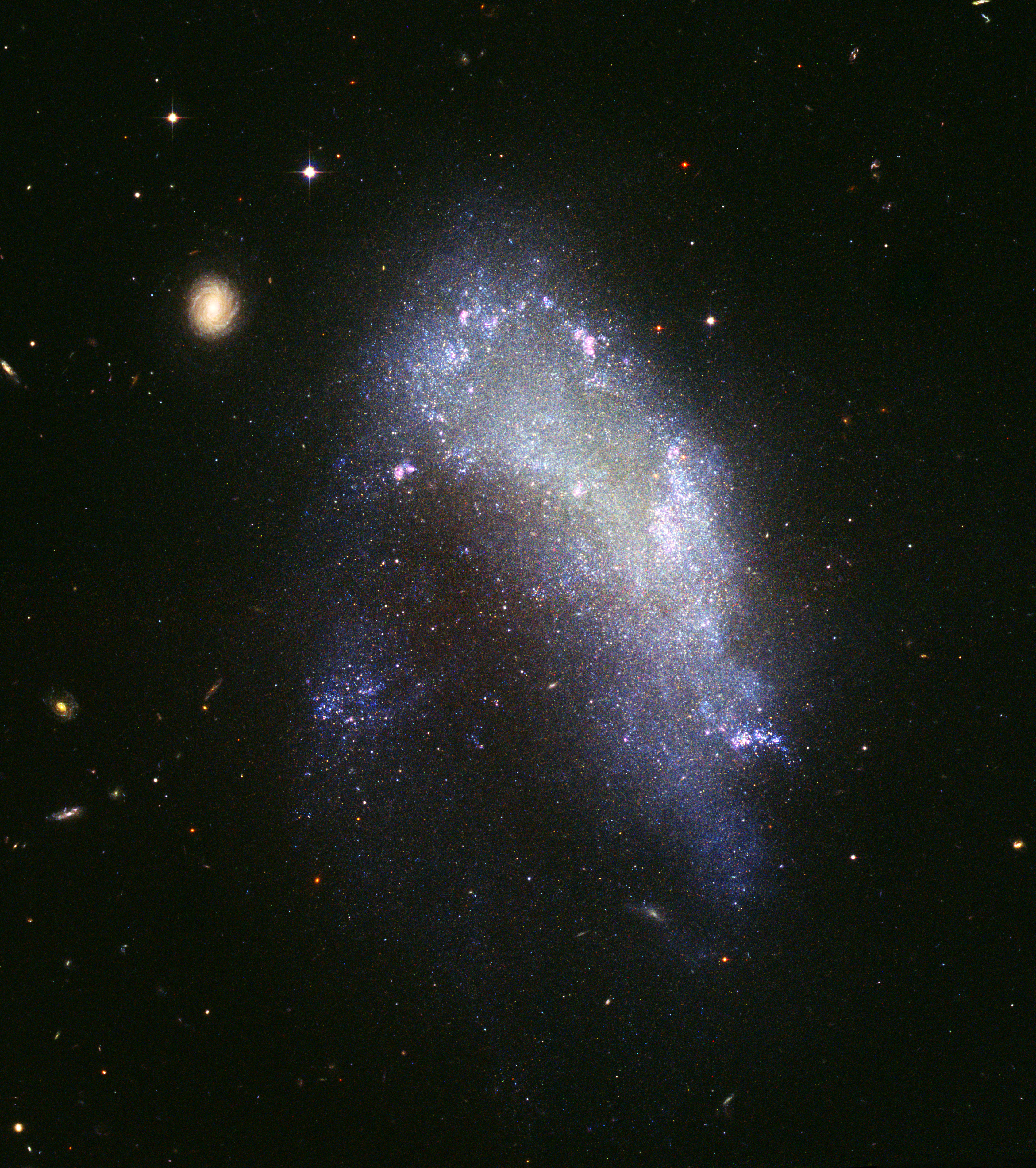
Galaxia irregular NGC 1427

Galáxias irregulares são um tipo de galáxia que apresentam uma estrutura morfológica desordenada ou caótica, ou seja, não possuem formas elípticas ou espirais, mas sim forma indefinida. Geralmente esse tipo de galáxia tem uma grande quantidade de estrelas recém-nascidas e continuam a profilerar novas estrelas estando sempre em intensa atividade.
Dificilmente galáxias irregulares possuem grandes dimensões, e mesmo assim as de tamanho avantajado normalmente são resultado de colisões entre duas galáxias.
Alguns cientistas acreditam que as galáxias irregulares típicas podem ser a primeira fase de evolução de uma galáxia elíptica ou de uma galáxia espiral.